# マッターホルン・ゴッタルド鉄道HGe4/4形電気機関車

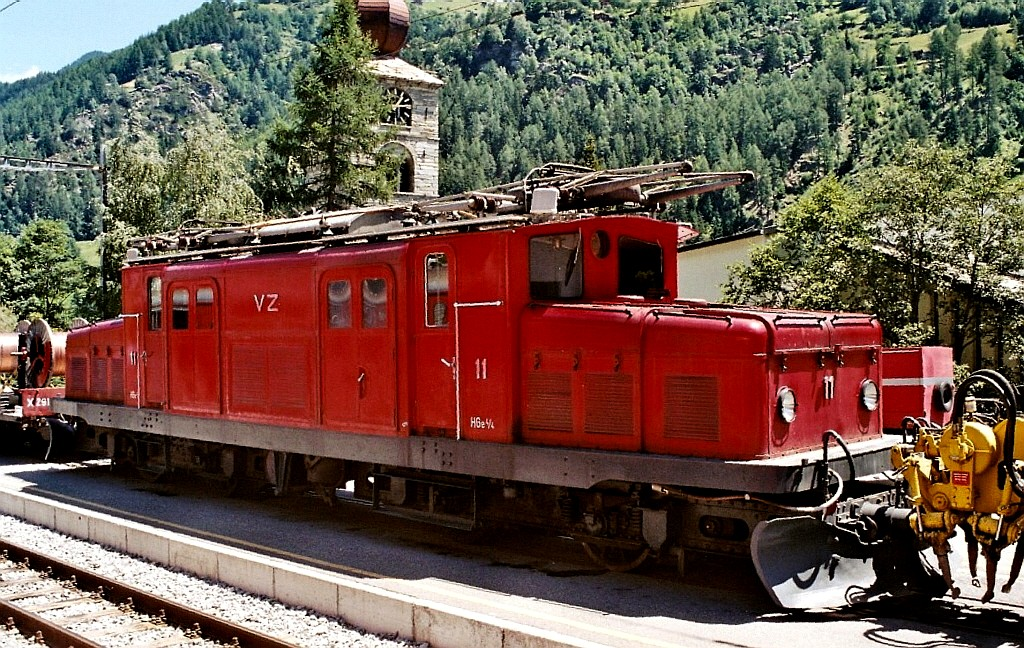
車体両端にボンネットを持つ形態のHGe4/4 11-15号機のうちの11号機、ザンクト・ニクラウス駅、2002年

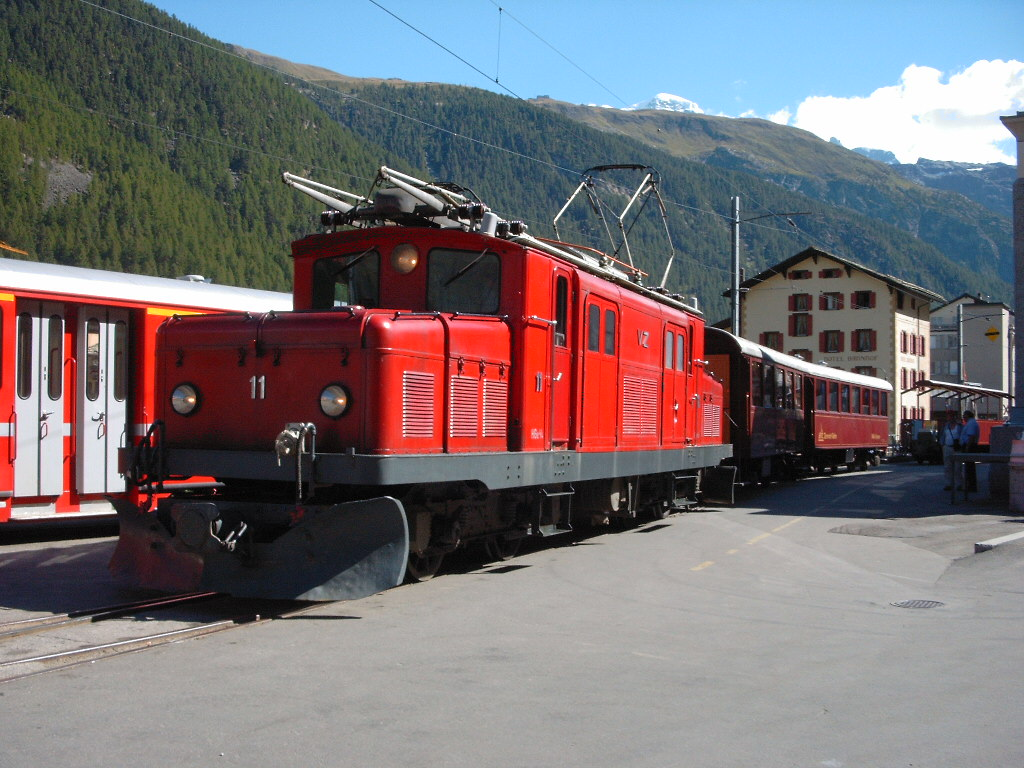
HGe4/4 11号機、同じく動態保存されているフィスプ・ツェルマット鉄道のサロン客車などを牽引、ツェルマット駅、2003年

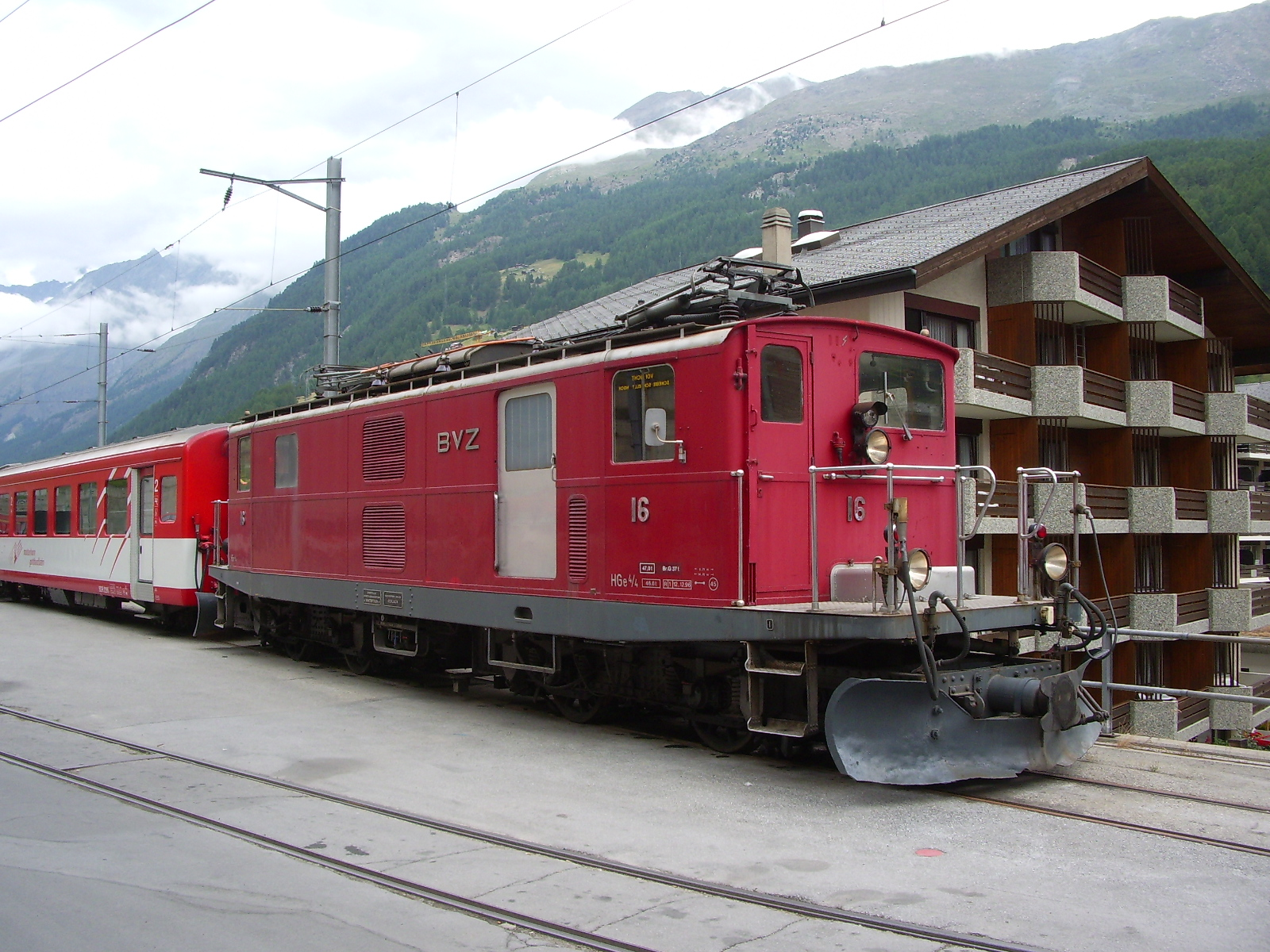
フルカ・オーバーアルプ鉄道HGe4/4I形の試作機となったHGe4/4 16号機、シングルアーム式集電装置は後年の改造、 ツェルマット駅、2006年

マッターホルン・ゴッタルド鉄道HGe4/4形電気機関車（マッターホルン・ゴッタルドてつどうHGe4/4がたでんききかんしゃ）は、スイス南部の私鉄であるマッターホルン・ゴッタルド鉄道 (MGB) で使用されている山岳鉄道用ラック式電気機関車である。

## 概要
2003年にフルカ・オーバーアルプ鉄道と合併してマッターホルン・ゴッタルド鉄道となる以前のブリーク・フィスプ・ツェルマット鉄道では1890-91年にフィスプ・ツェルマット鉄道としてフィスプ-ツェルマット間が開業し、HG2/3形蒸気機関車8機が客車および貨車を牽引する列車で運行されていた。
その後同鉄道では路線をフィスプから、スイス国鉄のシンプロントンネル、イタリア方面およびベルン・レッチュベルク・シンプロン鉄道のレッチュベルクトンネル、ベルン方面に接続する交通の要衝であったブリークまで延長し、同時にブリークで接続する同じ1000mm軌間のフルカ・オーバーアルプ鉄道およびその先で接続するレーティッシュ鉄道との直通運転を実施すると同時に、石炭価格の高騰の影響や輸入資源の使用量削減のため全線の電化を進めることとなった。そして1929年には電化による運転が開始され、翌1930年にはフィスプ - ブリーク間が開業して、ツェルマットからクールまで客車が直通する氷河急行の運転が開始されている。なお、電化方式は同鉄道が1910年代に一度電化を検討した際にはDC1500Vもしくは3000Vでの電化とすることも考えられていたが、1913年より電化が開始されたレーティッシュ鉄道との将来の列車直通も見越して、同鉄道と同じAC11000V16 2/3Hzでの電化とすることとなっている。
スイスのラック式登山鉄道では、1898年に開業したユングフラウ鉄道、ゴルナーグラート鉄道、シュタンスシュタート-エンゲルベルク鉄道以降、ほとんどの鉄道で2軸式のラック式専用もしくはラック式/粘着式併用の小型電気機関車が客車シュタンスシュタート-エンゲルベルク鉄道では粘着区間用電車および客車を押し上げる形態の列車での運行が主力となっていた。一方、1900年代にはモンテイ-シャンペリ-モルジャン鉄道やマルティニ・シャトラール鉄道などの一部路線ではラック式の小型化した駆動装置を台車内に組み込んだ電車が運用され始めており、特にマルティニ・シャトラール鉄道のBCFe4/4 1...15形（後のABDeh4/4 1...15形）が装備していた、2軸ボギー台車に吊掛式に装荷した主電動機から粘着動輪と、その車軸にフリーではめ込まれたピニオンの双方に歯車で駆動力を振り分ける駆動装置は比較的コンパクトにまとまる上に、懸念されていた、摩耗によりその径が変化する動輪とピニオンの間の周速の差分に起因する駆動装置への負荷についても電車程度の出力であれば大きな問題とはならず運用実績を重ねており、1921年には貨物列車の牽引用に定格出力を295kWに増強したCFe4/4 31-32形（後のABDeh4/4 31-32形）が増備されていた。
こういった状況の中、フィスプ・ツェルマット鉄道でも電化に合わせて導入する電気機関車の駆動装置にこの方式を採用することとなり、SLMで新しく設計された軸距2010mmの短軸距・高出力の機関車用台車を装備、そのほかの機械部分を同じくSLM、車体をSWS、電機部分、主電動機の製造をMFOが担当し、低圧タップ切換制御により1時間定格出力470kW、牽引力85kNを発揮して勾配125パーミルで60tの列車を牽引可能な中形機として本項で述べるHGe4/4 11-15号機が1929-30年に導入されている。なお、本形式導入時の性能要件は以下の通りであった。
- ラック方式はピッチ120mmで2枚歯のアプト式
- 最急勾配：粘着区間20パーミル、ラック区間125パーミル
- 最小曲線半径：粘着区間80m、ラック区間100m
- 最大軸重：12t
- 最高速度：粘着区間45km/h、ラック区間41-70パーミルで20km/h、70-110パーミルで15km/h、110-125パーミルで14km/h
- 最大列車トン数：108t（機関車48t、客車/貨車60t）

また、その後1930年代にはフルカ・オーバーアルプ鉄道の電化が計画され、本形式同様のラック式電気機関車を導入することとなったため、その試作機としてHGe4/4 11-15号機の改良型としてHGe4/4 16号機が同じくSLMおよびMFOで製造され、フィスプ・ツェルマット鉄道に導入されて運用されている。このHGe4/4 16号機は台車はHGe4/4 11-15号機とほぼ同一のものを採用しているが、車体および車体内の機器配置が大きく変更されて1時間定格出力も736kWに増強されており、この機体の実績をもとにさらに出力と定格速度の向上を図った機体が、フルカ・オーバーアルプ鉄道のHGe4/4I形の31-37号機として1940-56年に導入されている。なお、本項で述べるHGe4/4 11-15号機、HGe4/4 16号機とフルカ・オーバーアルプ鉄道のHGe4/4I 31-37号機は基本的な機体や台車の寸法や構造は同一で、外観および出力、電機品が異なる準同形機であり、3機種をまとめて1形式として扱われることもあるほか、3機種3形式として扱われることもある。

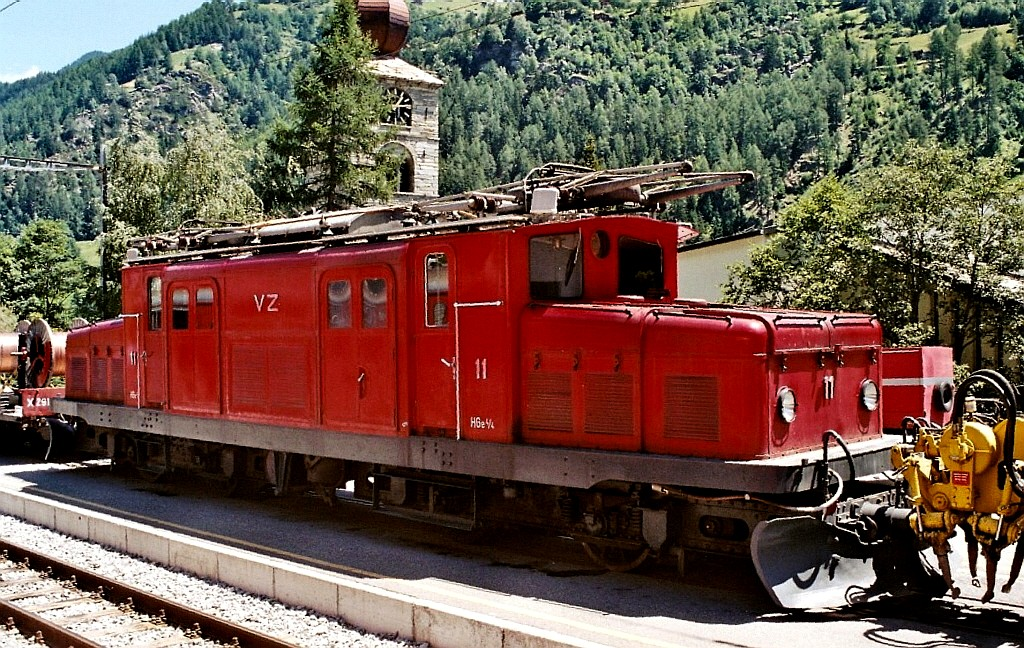
ブリーク・フィスプ・ツェルマット鉄道のHGe4/4 11-15号機のうちの11号機、車体両端にボンネットを持つ形態、ザンクト・ニクラウス駅、2002年
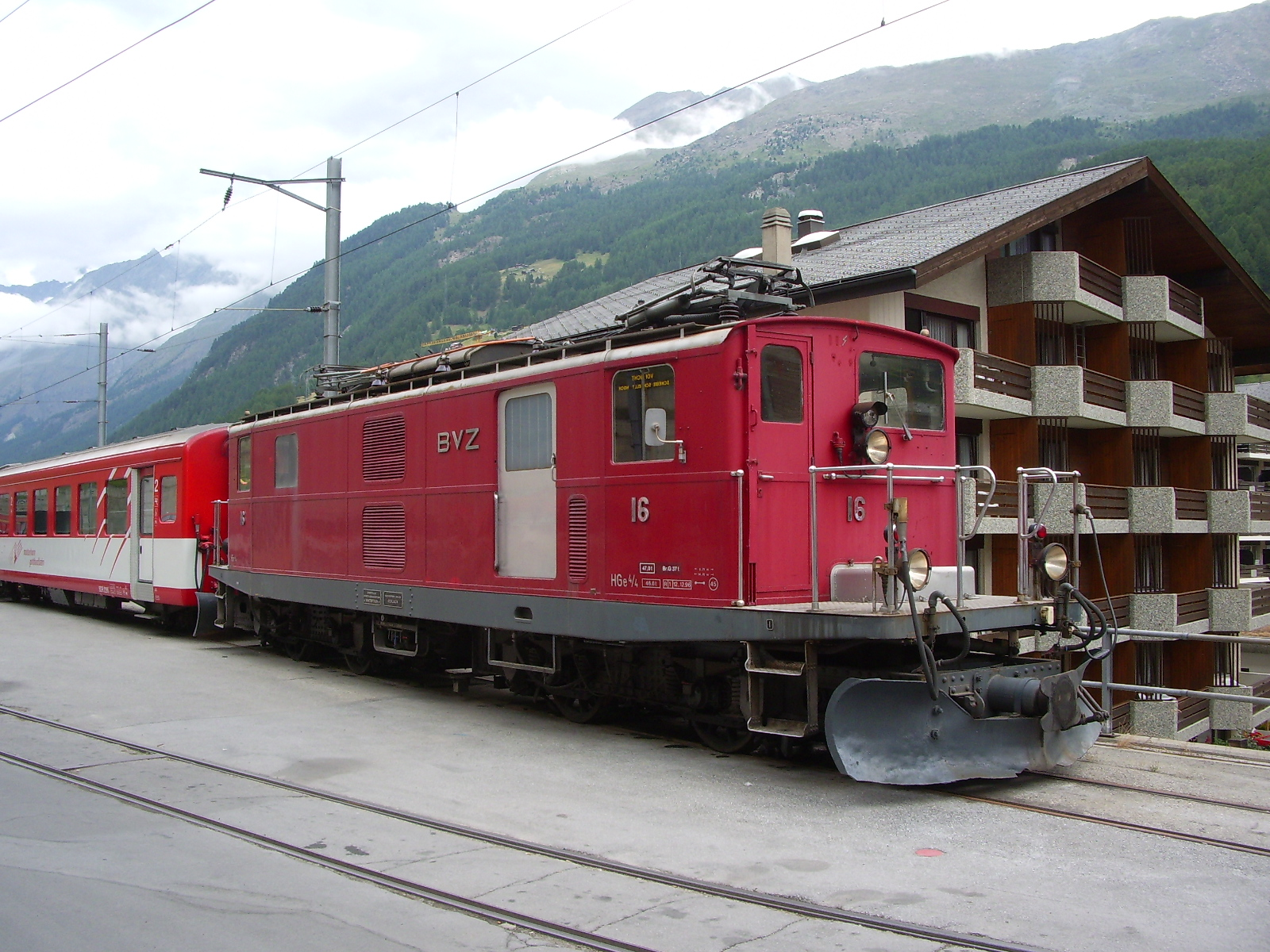
フルカ・オーバーアルプ鉄道のHGe4/4I形の試作機となったHGe4/4 16号機、HGe4/4I形とは側面のルーバーが一部異なる、シングルアーム式集電装置は後年の改造、ツェルマット駅、2006年
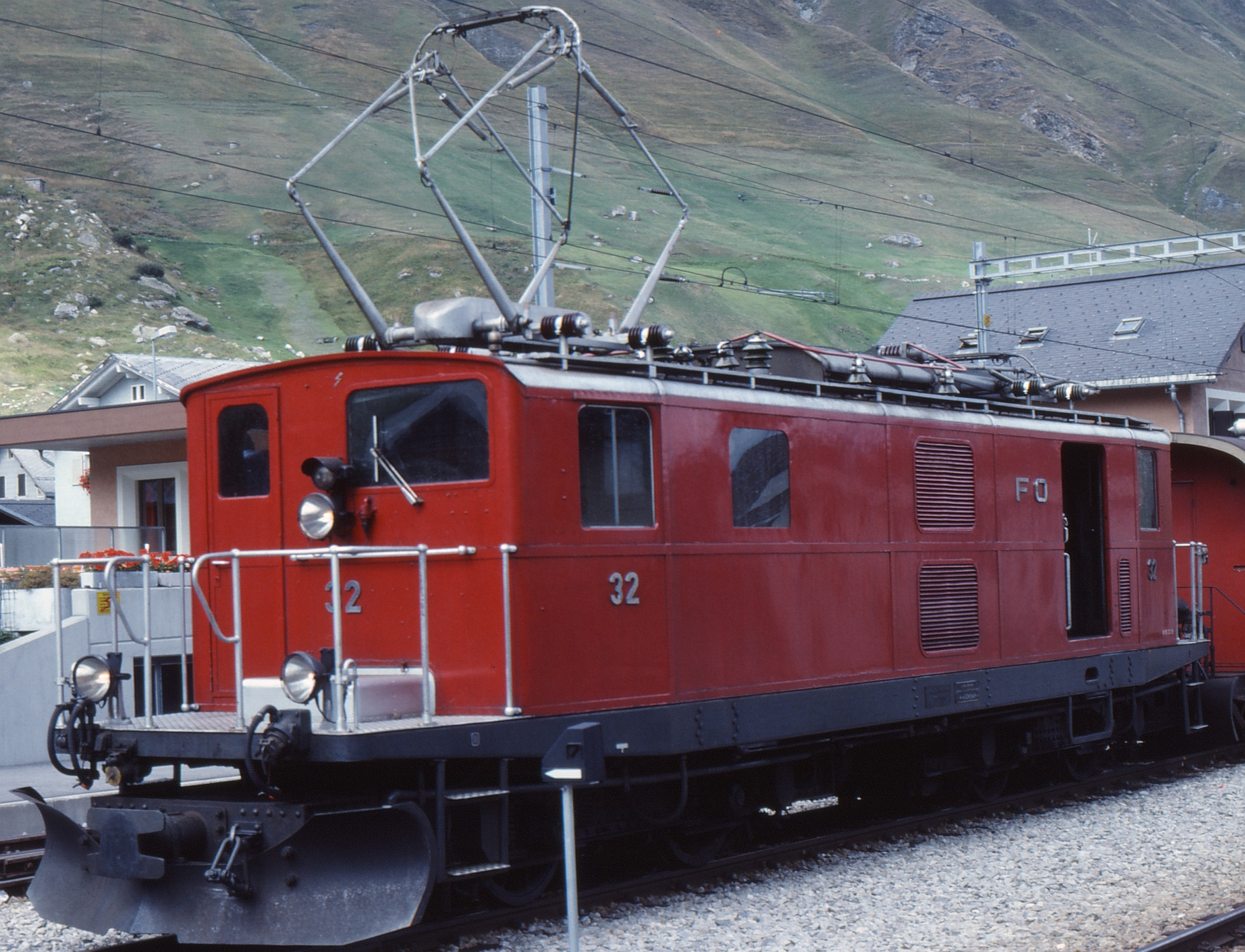
本形式の改良型であるフルカ・オーバーアルプ鉄道のHGe4/4I 32号機、31-36号機は同一の形態、レアルプ駅、1983年
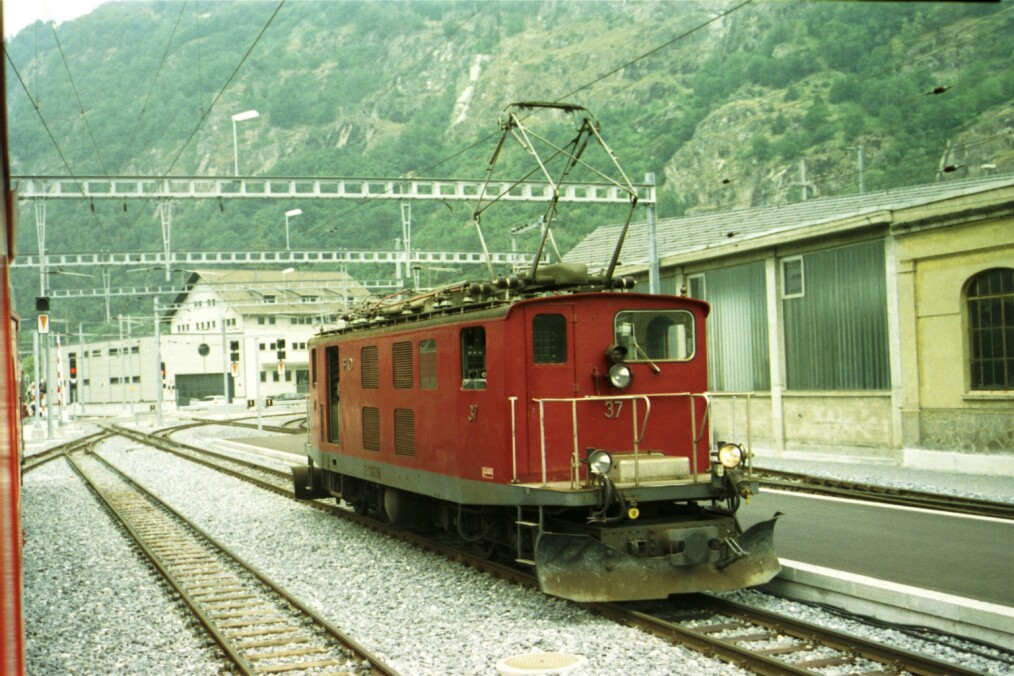
同じくフルカ・オーバーアルプ鉄道のHGe4/4I 形のうち、車体側面の外観が異なる37号機、なお、正面窓は後年の改造、アンデルマット駅、1980年ころ

各機体の機番とSLM製番、製造所、製造年は以下のとおりとなっている。
- 11 - 3336 - SLM/SWS/MFO - 1929年
- 12 - 3337 - SLM/SWS/MFO -1929年
- 13 - 3338 - SLM/SWS/MFO -1929年
- 14 - 3339 - SLM/SWS/MFO -1929年
- 15 - 3340 - SLM/SWS/MFO -1930年
- 16 - 3677 - SLM/MFO -1939年

## 仕様（11-15号機）

### 車体
- 車体はSWS製で、鋼材を組んだ台枠に両端ボンネット付の軽量構造の車体を載せたものとなっている。また、編成中の荷物車を省略することで客車両数を確保するために、車体内に面積3.8m2、荷重1.0tの荷物室を設置しており、かつ、軸重を12tに抑えるため車体をアルミニウム製としている。
- 車体は長さ7500mmの中央車体の前後に長さ2430mmのボンネットを配置したもので、機械室部分の側面が取り外し式で、運転室部分の横幅が一段狭くなった当時のスイスの電気機関車の標準的構造である。また、両端ボンネット付きの形態あら、スイス国鉄のCe6/8II形およびCe6/8III形[15]の愛称である"クロコダイル"の名が本形式にも使用され、"ラック式クロコダイル"もしくは”ツェルマットのクロコダイル”とも呼ばれている一方で、本来の"クロコダイル"であるスイス国鉄の機体のように中央の車体部分と前後のボンネットおよび台車部分が連接構造にはなっていないため、"偽クロコダイル"とも呼ばれている[16]。正面は屋根が若干前方に張り出して庇となっており、前面に運転台窓を2箇所、車体上部中央とボンネット前部左右に埋め込み式に丸型前照灯を配置したものとなっている。また、側面は型帯入りで、機械室部の前後2箇所に観音開きの荷物用もしくは機械室用の扉が設置され、その間に明かり取り窓が配置されたものとなっている。
- 車体内は両端部が長さ各1320mmの運転室、中央部が長さ4860mmの荷物室および片側通路式の機器室となっており、機器室内には主変圧器、主制御器などが搭載され、車体前後部の長さ2430mmのボンネット内には主電動機用の送風機、電動発電機、電動真空ポンプ、電動空気圧縮機、蓄電池などが搭載されている。また、屋根には車体内機器積降を考慮した一部取外し式で、中央部にはブレーキ用の抵抗器が、その前後には主回路保護用の高圧ヒューズ1基と菱形のパンタグラフ2基が設置されている。
- 運転室はスイス国鉄のAe4/6形以降の電気機関車と同じ左側運転台となっている[17]。運転台は当時標準的であった立って運転するスタイルのもので運転席は小型の丸椅子が設置されるのみとなっている。中央にはスイスやドイツで一般的な円形のハンドル式のマスターコントローラーが設置されており、これも当時標準の径の小さいものを水平に設置する形態となっている。また、運転台左側には縦軸式のブレーキハンドル、左右前面には手ブレーキハンドル、正面および左側壁面には計器およびスイッチ盤が配置されている。なお、運転両室側面には乗降扉が設置されている。
- 連結器は台車取付のねじ式連結器で緩衝器が中央、フック・リングがその左右にあるタイプで、その下部にはスノープラウが設置されているほか、台枠端梁には暖房引通し用の電気連結器とブレーキ用の連結ホースが設置されている。
- 塗装は、車体は濃赤色、台枠はダークグレーをベースとして、正面ボンネット中央と側面運転室部に機番の、側面上部に”VISP-ZERMATT"のレタリングがそれぞれ入るもので、屋根上および屋根上機器はライトグレーもしくは銀色、床下機器と台車はダークグレーである。
- その後機番が切抜文字に変更されるとともに側面上部のレタリングが”VZ”の切抜文字に変更されている。なお、ブリーク・フィスプ・ツェルマット鉄道では1980年代後半に赤色をベースに銀色帯を入れた新しい標準塗装を設定して他の機体に適用しているが、本形式には適用されておらずベースが濃赤色から若干明るい赤色に変更されたのみで、同様に2003年にマッターホルン・ゴッタルド鉄道が発足した際に同鉄道の標準塗装が設定されているが、こちらも本形式には適用されていない。

### 走行機器
- 制御方式は電磁空気制御式の低圧タップ切換制御で、1台の制御装置で直列に接続された4基の主電動機を12段で制御する方式としており、主変圧器は乾式の空冷式、主電動機は外径820mmのMFO製交流整流子電動機を4基搭載し、1時間定格出力470kW、連続定格出力412kW、1時間定格牽引力85kNの性能を発揮する。主変圧器および主電動機冷却はファンによる強制通風式で、冷却用の送風機はボンネット内に1基ずつが設置されて各機器に風洞で導かれており、冷却風はボンネット側面の吸気口から吸入する。
- ブレーキ装置は主制御器と屋根上のブレーキ用抵抗器による16段の発電ブレーキおよび、手ブレーキ、真空ブレーキ、機関車用の直通空気ブレーキを装備しており、基礎ブレーキ装置は動輪の踏面ブレーキのほか、ピニオンにバンドブレーキを併設している。
- 台車はマルティニ・シャトラール鉄道のCFeh4/4 31-32形のものをベースに機関車用に出力増強と連結器の台車装備化の変更を図ったもので、型鋼および鋼板のリベット組立式の板台枠、軸距2010mmのラック式台車で、軸箱支持方式は軸箱守式、牽引力伝達は心皿から台枠へ伝達される方式で軸バネはコイルバネと重ね板ばねとしているほか、各軸に砂撒き装置と砂箱が設置されている。また、ラック方式はラックレール2条のアプト式[18]で、バンドブレーキ用のドラムが併設されたピニオンは各動軸の中央にフリーで回転できるようにはめ込まれている
- 主電動機は軸距短縮のため台車枠の動輪の外側に吊掛式に装荷されており、主電動機からラックレールに異物等が介入した場合に主電動機を保護するための摩擦継手を介して1段減速して主電動機と動軸の間に設置された中間軸へ伝達され、そこから動軸および動軸にはめ込まれたピニオンへそれぞれ1段減速で伝達されるもので、駆動装置の減速比は動輪のタイヤが1/2磨耗した時に動輪とピニオンの周速が一致するように設定されており、動輪が1:6.2、ピニオンは1:5.6となっている。
- そのほか、補機としていずれもAC220V駆動で、MFO製の容量2700lの電動真空ポンプと同じくMFO製の小型電動空気圧縮機、容量120Ah、電圧72Vの蓄電池とその充電装置各1基、主電動機、主変圧器、ブレーキ用抵抗器等冷却用の冷却ファン2基などを搭載している。

### 改造

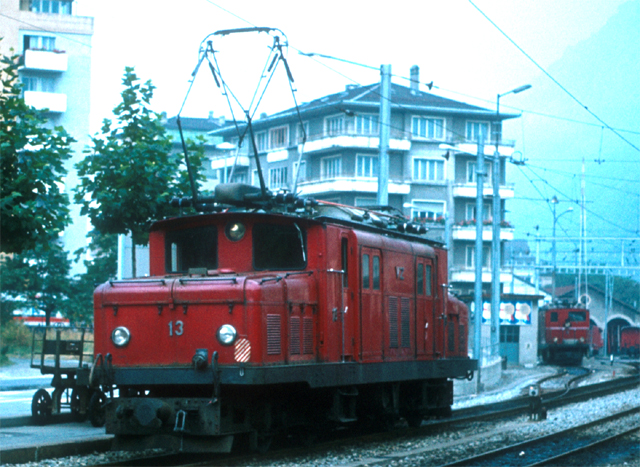
原形の小型のスノープラウを装備したHGe4/4 13号機、ブルーク駅、1982年

- 1932年にはピニオンをショック吸収用として円周方向にコイルスプリングを組み込んだものに変更しているほか、1934-35年には同じくピニオンを幅広のものに再度変更している。
- このほか、1980年代には台車端下部のスノープラウを大型化のものに変更している。
- また、1976年には台車および駆動装置をフルカ・オーバーアルプ鉄道のHGe4/4I形のものと同じものに交換し、これにより歯車比が同機と同じ動輪6.31、ピニオン5.60に変更になっている。

### 主要諸元
- 軌間：1000mm
- 電気方式：AC11kV 16.7Hz 架空線式
- 最大寸法：全長14100mm、全幅2720mm、全高3960mm（パンタグラフ折畳時）、屋根高3235mm
- 軸配置：Bozz'Bozz'
- 軸距：2010mm
- 台車中心間距離：6710mm
- 動輪径：926mm
- ピニオン有効径：840mm（アプト式）
- 自重：47.0t（台車交換後46.8t）
- 荷重：1.0t（台車交換後2.0t）
- 走行装置
  - 主制御装置：タップ切換制御
  - 主電動機：交流整流子電動機×4台
  - 減速比：6.2[19]（動輪、台車交換後6.31）、5.6[20]（ピニオン、台車交換後5.60）
- 定格出力：496kW（1時間定格、於20.0km/h、後に736kW（於20.0km/h））、432kW（連続定格、於22km/h）
- 牽引力：85kN（1時間定格、後に106kN）、137kN（最大、台車交換後169kN）
- 牽引トン数：60t（125パーミル、ラック区間、台車交換後80t）
- 最高速度
  - 粘着区間：45km/h（後に50km/h）
  - ラック区間：25km/h（後に30km/h）
- ブレーキ装置：発電ブレーキ、直通空気ブレーキ、真空ブレーキ、手ブレーキ

## 仕様（16号機）

### 概要

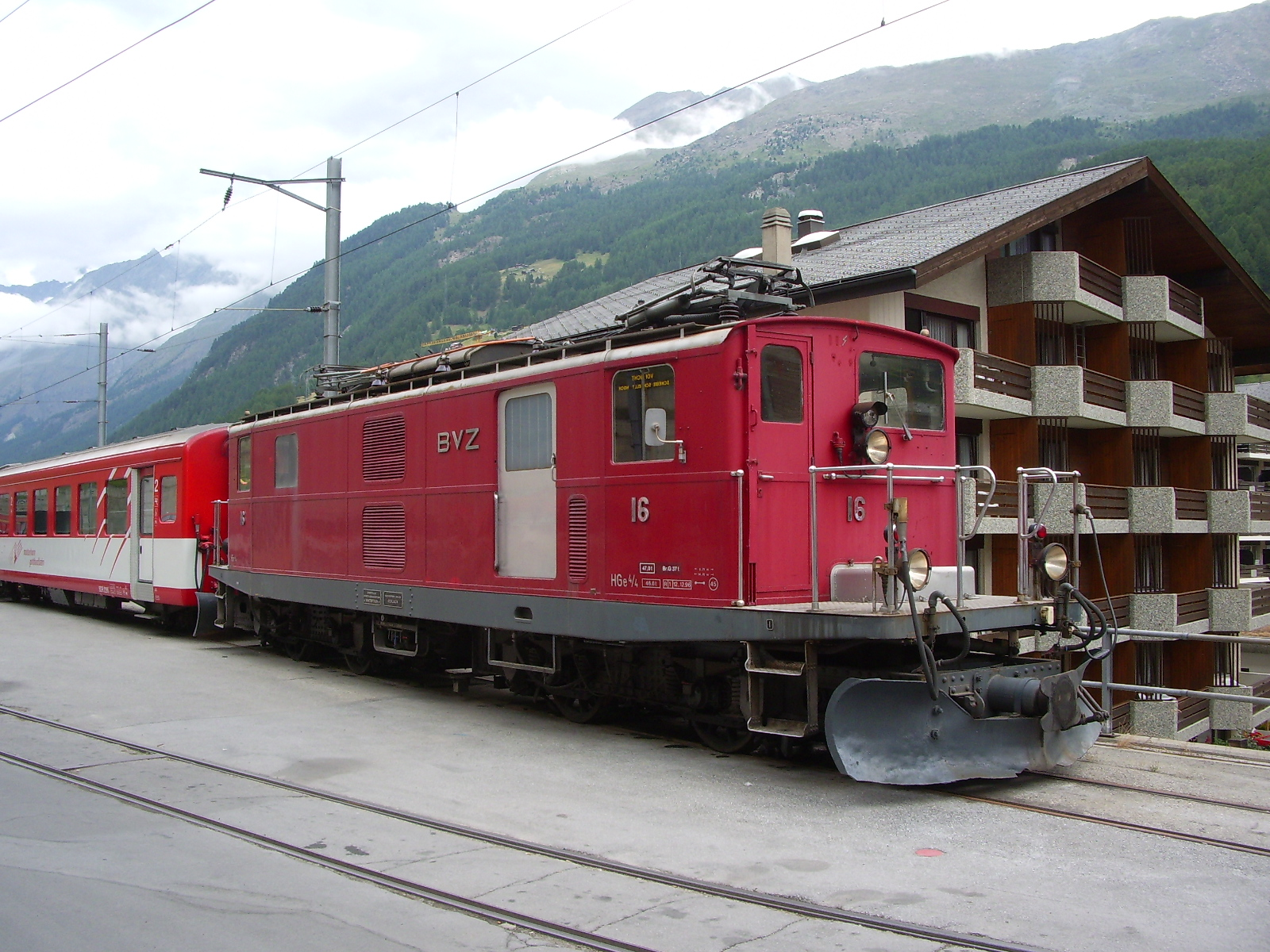
HGe4/4^{I}形の試作機である旧 ブリーク・フィスプ・ツェルマット鉄道のHGe4/4 16号機

- 車体はSWS製のボンネット付のものから、SLM製の箱型、両端運転室でデッキ付鋼製車体に変更となり、これによるスペース確保と搭載機器の小型化によって出力を増強しながら車体内の荷物室も面積3.8m2から5.5m2に拡大している。外観は角ばったデザインで、正面は左側に運転台窓を、右側端部に乗降扉を設置したもので、正面窓下部に丸型の前照灯と小型の標識灯を、デッキ端下部左右に丸型の前照灯を設置している。側面は運転室部よりデッキ部端梁までの端部側を左右内側に絞った形状で、車体側面には型帯が入り、荷物室の片引戸、機器室の明取り窓、主変圧器と主電動機の冷却気採入用のルーバーが設置されている。
- 車体内は両端部が長さ各1300mmの運転室、中央部前位側が長さ3020mmで面積5.5m2の荷物室、後位側が長さ4770mmで片側通路式の機器室となっており、HGe4/4 11-15号機ではボンネット内に搭載された機器についても本機でもすべて機器室内に搭載されている。また、運転室内の機器配置はHGe 11-15号機と同様の配置であるが、運転両室側面の窓は下落とし式で、乗降扉は正面のみの設置で乗降はデッキを経由して行われる形に変更されている。なお、連結器、塗装等も同様となっていたが、製造後は車体側面の"BZ"の切抜文字の代わりにマッターホルンと"VZ"をデザインした丸型の紋章が設置され、後に他の機体と同様の切抜文字に変更されていた。
- 制御方式は同じ低圧タップ切換制御であるが、1時間定格出力を496kWから736kWに増強しているほか、主電動機の冷却ファンが車体内に1基搭載されるものに変更となっている。また、ブレーキ装置はHGe4/4 11-15号機と同様であるが、自車用のブレーキが真空ブレーキから自動空気ブレーキに変更となっている。同様に台車および駆動装置は原形となったHGe4/4 11-15号機と同一のものとなっている。

### 改造
- 本機は1951年に事故で大破したため、SLMで製番4087で復旧工事がなされており、現在の機体のSLM製造銘板は新製時のものではなくこの復旧時のものとなっている。
- 1977年にHGe4/4 11-15号機とともに台車などの更新を行って減速比が動輪6.23、ピニオン5.68からフルカ・オーバーアルプ鉄道のHGe4/4I形と同じ動輪6.31、ピニオン5.60に変更となり、1982年には集電装置が菱型のパンタグラフからシングルアーム式パンタグラフに変更となっている。
- 1987年には自動車の乗り入れができないツェルマットと観光客用大駐車場のあるテッシュ間をABDeh6/6形が牽引するシャトルトレイン用の予備機として所要の小改造を実施している。

### 主要諸元
- 軌間：1000mm
- 電気方式：AC11kV 16.7Hz 架空線式
- 最大寸法：全長14100mm、全幅2720mm、全高3821mm（パンタグラフ折畳時）
- 軸配置：Bozz'Bozz'
- 軸距：2010mm
- 台車中心間距離：6710mm
- 動輪径：926mm
- ピニオン有効径：840mm（アプト式）
- 自重：48.6t[21]
- 荷重：1.0t（後に2.0tに変更）
- 走行装置
  - 主制御装置：タップ切換制御
  - 主電動機：交流整流子電動機×4台
  - 減速比：6.23[22]（動輪、台車交換後6.31）、5.68[23]（ピニオン、台車交換後5.60）
- 定格出力：736kW（1時間定格、於20.0km/h）
- 牽引力：115.6kN（1時間定格、台車交換後106kN）、（台車交換後最大169kN）
- 牽引トン数：（台車交換後80t、125パーミル、ラック区間）
- 最高速度
  - 粘着区間：45km/h（台車交換後50km/h）
  - ラック区間：25km/h（台車交換後30km/h）
- ブレーキ装置：発電ブレーキ、自動空気ブレーキ、直通空気ブレーキ、真空ブレーキ（列車用）、手ブレーキ

## 運行・廃車
- マッターホルン・ゴッタルド鉄道の旧ブリーク・フィスプ・ツェルマット鉄道区間の本線では、氷河急行やその他ローカル列車の客車列車や貨物列車の牽引に使用されていた。
- 旧ブリーク・フィスプ・ツェルマット鉄道の本線は現在では全長44.0km、最急勾配125パーミル（粘着区間は27パーミル）標高651-1605mで旧フルカ・オーバーアルプ鉄道およびBLS AGのレッチュベルクトンネル方面とスイス国鉄のシンプロントンネル方面に接続するブリークから、同じくBLS AGのレッチュベルクベーストンネル方面、スイス国鉄のローザンヌ方面と接続するフィスプまでスイス国鉄と並行し、そこからローヌ川の支流のフィスパ川に沿って遡り、ゴルナーグラート鉄道[24]のゴルナーグラート方面に接続するツェルマットに至る路線であり、1890-91年にフィスプ - ツェルマット間が、1930年にブリーク - フィスプ間が開業している。
- 本形式は1929年8月より試運転が開始されて、計画通り60tの列車を牽引することが出来ることを確認しており、その後それまでのHG2/3形を置き換える形で各列車を牽引する運用に入っている。また、1940年のフルカ・オーバーアルプ鉄道の電化に際しては、当初同鉄道のHGe4/4I形が所要数揃わなかったため、同鉄道のHG3/4形蒸気機関車が引き続き使用されたほか、フィスプ・ツェルマット鉄道からHGe4/4 11-15号機が貸し出されて列車を牽引している。
- 1962年6月22日に発生した事故ではHGe4/4 11号機と15号機が損傷しているが、11号機は同年中に復旧され、15号機は翌1963年に再建されてそれぞれ運用を再開している。
- その後、客車列車の牽引には1960、65年製のABDeh6/6形やABDeh8/8形なども併せて使用されるようになり、特に氷河急行の牽引にはABDe8/8形が主に使用されるようになっている。また、1975-76年にはラック式荷物電車のDeh4/4 21-24号機が、1989年にはHGe4/4II 1-5号機が導入され、長編成の客車列車および貨物列車の運行に使用されるようになると本形式は全機が予備となって、歴史的車両として旧型客車を牽引する観光列車および工事列車などの事業用列車としての運行に使用されるようになっている。
- その後、1992年にHGe4/4 14号機が廃車となったのを皮切りに2002年には13号機が廃車となって、マッターホルン・ゴッタルド鉄道にはHGe4/4 11-12および15-16号機が継承されているが、2005年までにHGe4/4 11および12号機が順次廃車となっている。また、HGe4/4 16号機は前述の通り、ツェルマット - テッシュ間のシャトルトレインの予備機として運用されていたが、シュタッドラー・レール[25]製の部分低床・ラック式電車であるBDSeh 4/8形が2002-06年にシャトルトレイン用として導入されたため、予備機としての運用を外れ、その後2007年に廃車となっている。
- 現在ではHGe4/4 15号機が事業用および歴史的機関車として残存しており、同じく歴史的車両として残存しているサロン車のAB 2121号車などの牽引などに使用されている。各機体の廃車年は以下の通り。
  - 11 - 2003-05年
  - 12 - 2003-05年
  - 13 - 2002年
  - 14 - 1992年
  - 15 - 運用中
  - 16 - 2007年、フルカ山岳蒸気鉄道へ譲渡
- 16号機は2007年に廃車後、旧フルカ・オーバーアルプ鉄道のフルカベーストンネル開業により廃線となったフルカ峠越えのレアルプ - オーバーヴァルト間を夏季運行の観光鉄道として復活させたフルカ山岳鉄道に譲渡されて保管されている。同鉄道は1992年から2010年にかけて開業したもので、全線が非電化であるが、本機は動態保存に向けて電気式ディーゼル機関車化改造も含めた検討がなされている。なお、譲渡に際しては、廃車となったフルカ・オーバーアルプ鉄道のGe4/4I 37号機のパンタグラフを流用してシングルアーム式パンタグラフから菱形パンタグラフへの復旧されている。